# Wolddiep
Le Wolddiep est un canal néerlandais de la province de Groningue.
Le Wolddiep est situé dans le Westerkwartier et relie le Dwarsdiep à Boerakker au Canal Van Starkenborgh à Gaarkeuken. Sa longueur est d'environ 7 km.
Avec le Matsloot, ce canal assure en grande partie l'évacuation des eaux du sud du Westerkwartier. Il est alimenté par le Dwarsdiep, dont les eaux sont divisées à Boerakker : une partie part vers le nord et emprunte le Wolddiep, pour rejoindre le Canal Van Starkenborgh et le Hoerediep qui mène vers le Lauwersmeer. L'autre partie des eaux issues du Dwarsdiep passe via le Matsloot pour rejoindre le Hoendiep à Enumatil.

## Source
- (nl) Cet article est partiellement ou en totalité issu de l’article de Wikipédia en néerlandais intitulé « Wolddiep » (voir la liste des auteurs).